# Tanongsak Promdard
Tanongsak Promdard (tiếng Thái: ทนงศักดิ์ พรมดาด, sinh ngày 30 tháng 3 năm 1985), còn được biết với tên đơn giản A (tiếng Thái: เอ), là một cầu thủ bóng đá từ Thái Lan. Hiện tại anh thi đấu cho Angthong ở Thai League 2.

## Sự nghiệp quốc tế

### Quốc tế
Tính đến 12 tháng 11 năm 2015
| Đội tuyển quốc gia | Năm  | Số trận | Bàn thắng |
| ------------------ | ---- | ------- | --------- |
| Thái Lan           | 2004 | 1       | 0         |
| Thái Lan           | Tổng | 1       | 0         |

### Cá nhân
- Chiếc giày vàng Thailand Division 1 League: 2008